# Herbrand Sackville
Herbrand Sackville, 9e comte De La Warr (né le 20 juin 1900 à Bexhill-on-Sea et mort le 28 janvier 1976 à Londres) est un homme politique britannique. Il est le premier pair héréditaire à s'apparenter au Parti travailliste et devient ministre à l'âge de 23 ans.

## Biographie
Herbrand Sackville est le fils de Gilbert Sackville, 8e comte De La Warr, et de Muriel Agnes, petite-fille de l'ingénieur et entrepreneur Thomas Brassey. Les Sackville descendent de la famille West, dont elle hérite le titre de comte De La Warr. Sa famille compte plusieurs personnalités comme la poétesse et romancière Vita Sackville-West, les hommes politiques George Sackville-West de Cantelupe, John West junior, Reginald Sackville et George Sackville-West De La Warr, l'officier John West senior ainsi que le gouverneur américain Thomas West.
Comme une bonne partie de l'aristocratie anglaise, Herbrand Sackville étudie au Collège d'Eton, avant d'entrer au Magdalen College de l'Université d'Oxford. Ses parents sont plutôt de droite, son père étant un homme politique du Parti conservateur tandis que sa mère soutient le Parti libéral, mais Herbrand se rapproche du socialisme pendant ses études à l'université. En 1915, son père est tué pendant la Première Guerre mondiale et il hérite de ses titres bien qu'encore mineur. À l'âge de ses 18 ans, il refuse de prendre part au combat en devenant ainsi un objecteur de conscience, mais il rejoint la réserve de la Royal Navy.
S'il n'est pas membre du Parti travailliste et précise ne se sentir pleinement en accord avec aucun parti, ses convictions sont proches de celles du socialisme et il exprime sa proximité avec les travaillistes, s'engageant à les soutenir à la Chambre des lords. La chambre haute au début des années 1920 ne compte qu'un seul lord travailliste : John Wodehouse (2e comte de Kimberley), depuis 1920, tandis que Francis Russell (2e comte Russell) est un sympathisant du parti, sans en être membre,,,. En janvier 1924, à l'âge de seulement 23 ans, l'engagement politique de Sackville lui permet d'entrer dans le gouvernement de Ramsay MacDonald, premier gouvernement travailliste de l'histoire britannique, en tant que Lord-in-waiting. Il entre officiellement à la Chambre des lords le même mois.
En 1929, Ramsay MacDonald est réélu en formant ainsi le second gouvernement travailliste britannique. De 1929 à 1931, Herbrand Sackville occupe alors le poste de Capitaine de la Garde rapprochée du souverain britannique et, en parallèle, de Sous-secrétaire d'État à la guerre de 1929 à 1930. De 1930 à 1931, il est secrétaire parlementaire auprès du Ministère de l'Agriculture et de la Pêche. En 1931, le gouvernement travailliste échoue à réobtenir la majorité et doit former un « Gouvernement national », en s'alliant avec le parti conservateur. Herbrand Sackville quitte alors le Parti travailliste pour l'Organisation travailliste nationale qui entre au gouvernement. Il continue ainsi à être Secrétaire parlementaire pour l'Agriculture et la Pêche jusqu'en 1935. Il est ensuite secrétaire parlementaire à l'Éducation de 1935 à 1936 puis sous-secrétaire d'État aux Colonies de 1936 à 1937. En 1936, il est nommé à vie au Conseil privé du Royaume-Uni.
En 1937, le premier ministre conservateur Neville Chamberlain offre à Sackville le poste de Lord du sceau privé, son premier réel poste en tant que chef de cabinet ministériel. Il le reste du 28 mai 1937 au 27 octobre 1938. Il envisage à plusieurs reprises de donner sa démission à cause de désaccords avec la politique étrangère du gouvernement, notamment après les accords de Munich. En octobre 1938, il devient secrétaire d'État à l'Éducation.
Son fils William Sackville (10e comte De La Warr) lui succède.